# Pitch Perfect 3
Pitch Perfect 3 ist eine US-amerikanische Filmkomödie von Regisseurin Trish Sie aus dem Jahr 2017 und die Fortsetzung von Pitch Perfect 2. Der Film verfolgt das Leben der Barden Bellas nach dem College. Der Kinostart in Deutschland war am 21. Dezember 2017.

## Handlung
Die aus den beiden ersten Filmen bekannten Mitglieder der Barden Bellas haben bis auf Emily alle das College abgeschlossen und gehen größtenteils getrennte Wege. Über Verbindungen von Aubreys Vater, einem Militär, werden die Bellas für eine Tour durch Europa engagiert, um für die USO vor dort stationierten US-Soldaten aufzutreten. Da Stacie im achten Monat schwanger ist, springt Emily für sie ein und fliegt mit nach Europa. In Spanien, der ersten Station der Tour, angekommen, werden die Bellas durch die Militärbasis geführt und treffen auf drei andere Gruppierungen, die ebenfalls auf der Tour auftreten werden. Prompt fordern die Bellas die anderen zu einem Riff-Off auf, müssen aber feststellen, dass sie mit deren Instrumenten kaum mithalten können. Am Ende der Tour wird DJ Khaled eine der Gruppen als Vorgruppe zu seinem Liveauftritt auswählen. Beca freundet sich mit dessen Produzenten Theo an.
Der erste Auftritt der Bellas wird durch Taps, das Signal zum Zapfenstreich, unterbrochen. Anschließend beschließen die Bellas, DJ Khaled einen Besuch in seinem Hotel abzustatten. Theo zeigt Beca DJ Khaleds mobiles Tonstudio und sie nimmt einen ihrer typischen Loop-Songs auf. Aubrey erfährt unterdessen, dass ihr Vater es nicht zum Auftritt der Bellas schaffen wird und wirft aus Versehen einen Kerzenständer um. Die Vorhänge gehen in Flammen auf und Chaos bricht aus. Am nächsten Morgen erhalten die Bellas einen Videoanruf von Stacie, die ihnen mitteilt, dass ihre Tochter Bella zur Welt gekommen sei. Dadurch ermuntert beschließen die Bellas, trotz der Vorfälle weiterzumachen.
In Frankreich findet Fat Amy heraus, dass ihr Vater Fergus, zu dem sie vor langer Zeit den Kontakt abgebrochen hat und der vorgibt, ihre Auftritte mit den Bellas sehen zu wollen, eigentlich nur an 180 Millionen US-Dollar auf einem Konto auf den Cayman Islands, das Fat Amys Mutter für sie angelegt hatte, herankommen will. Als sie es ablehnt, ihrem Vater Geld zu geben, entführt dieser alle Bellas bis auf Fat Amy und Beca, die zum Zeitpunkt der Entführung von Theo zu DJ Khaled gebracht wird. Dort erfährt Beca, dass DJ Khaled sie ausgewählt hat, vor seinem Auftritt zu singen. Jedoch hat er nur Beca ausgewählt, ohne die Bellas. Fat Amy und Beca retten die anderen Bellas, indem Beca sich zu ihnen schmuggelt und sie Fergus so lange ablenken, bis Fat Amy all seine Leibwächter ausgeschaltet hat. Die Bellas können fliehen und Fergus wird von der Polizei festgenommen.
Nach dem Vorfall sitzen alle zusammen. Beca und Fat Amy erzählen den anderen von DJ Khaleds Entscheidung, Beca wirft jedoch sofort hinterher, dass sie den Auftritt ablehnen wird. Die anderen Bellas überreden Beca jedoch dazu, zuzusagen und aufzutreten, als sie einsehen, dass das Leben nach dem College doch nicht so schlimm ist, wie sie am Anfang angenommen hatten. Während des Auftritts holt Beca die anderen Bellas mit auf die Bühne und sie singen gemeinsam Freedom! ’90.

## Kritiken
Der Film erhielt mäßige Bewertungen. Bei metacritic erreichte der Film 40 von 100 Punkten, basierend auf 35 Kritiken. Bei Rotten Tomatoes hält der Film 28 % positive Bewertungen, basierend auf 151 Kritiken. (Stand: Juli 2024)

## Synchronisation
Der Film wurde bei der RC Production Kunze und Wunder vertont. Tobias Neumann schrieb das Dialogbuch, die Dialogregie führte Nana Spier.
| Rolle         | Schauspieler         | Synchronsprecher |
| ------------- | -------------------- | ---------------- |
| Beca Mitchell | Anna Kendrick        | Anne Helm        |
| Fat Amy       | Rebel Wilson         | Ursula Hugo      |
| Chloe         | Brittany Snow        | Maria Koschny    |
| Aubrey        | Anna Camp            | Sonja Spuhl      |
| Emily         | Hailee Steinfeld     | Angelina Geisler |
| Cynthia Rose  | Ester Dean           | Peggy Sander     |
| Lilly         | Hana Mae Lee         | Shandra Schadt   |
| Ashley        | Shelley Regner       | Nicole Hannak    |
| Flo           | Chrissie Fit         | Maja Maneiro     |
| Gail          | Elizabeth Banks      | Cathlen Gawlich  |
| John          | John Michael Higgins | Johannes Berenz  |
| Theo          | Guy Burnet           | Henning Nöhren   |
| Stacie        | Alexis Knapp         | Julia Kaufmann   |
| Calamity      | Ruby Rose            | Sanam Afrashteh  |